# Elbai Filharmónia
Az Elbai Filharmónia (németül: Elbphilharmonie, röviden Elphi) Hamburg HafenCity nevű városrészében található koncerthelyszín. Egy alapítvány kezdeményezte a létrehozását, hogy a Sydney-i Operaházhoz hasonló jelképe legyen a városnak. Az épület 2016. október 31-ére készült el hivatalosan, a megnyitókoncertre pedig 2017. január 11-én került sor.